# Wilma Mansveld

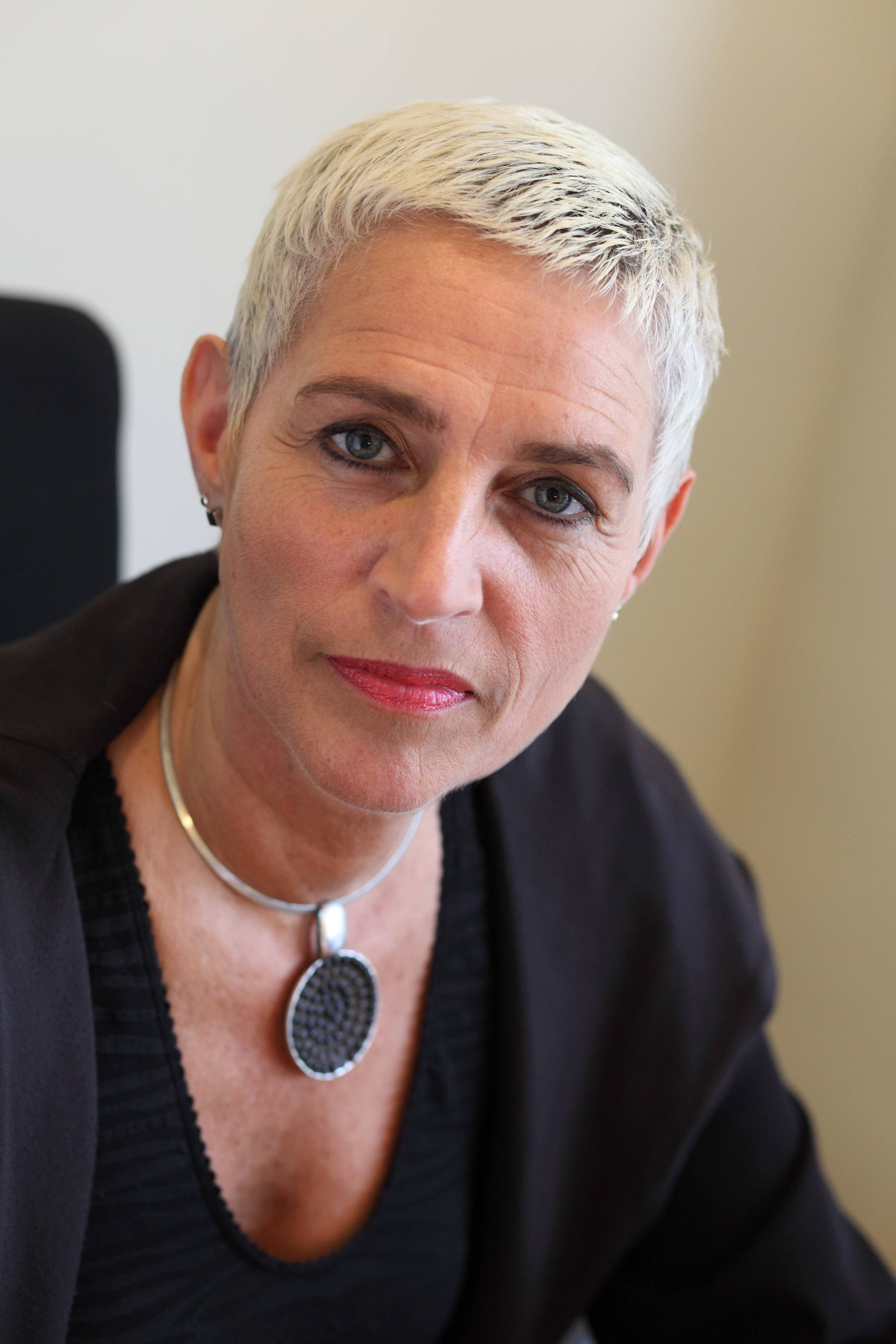
Wilma Mansveld

Wilma Jacqueline Mansveld (* 11. September 1962 in Hilversum) ist eine niederländische Politikerin der PvdA.
Nach dem Studium der Betriebswirtschaftslehre war sie u. a. in der Buchhaltung von Jaguar Cars Nederland tätig. Von 2001 bis 2011 war sie Sekretärin des Sozialökonomischen Rats (SER) für die Nord-Niederlande. 2003 wurde sie in das Parlament der Provinz Groningen gewählt, wo sie ab 2011 als Abgeordnete der Provinzregierung für Wirtschaft, Energie und Jugend tätig war.
Am 5. November 2012 wurde sie Staatssekretärin im Ministerium für Umwelt und Infrastruktur im Kabinett Rutte II. Sie gab am 28. Oktober 2015 ihren Rücktritt bekannt, nachdem im Abschlussbericht der parlamentarischen Untersuchung zum Fyra der Schluss gezogen wurde, dass sie der Zweiten Kammer eine falsche Darstellung der Angelegenheit gegeben habe.
Ab August 2016 wirkte sie als provisorische Bürgermeisterin in Tytsjerksteradiel, Friesland. Im März 2017 wurde sie Direktorin der Sicherheitsregion (Veiligheidsregio) Groningen.
Sie wohnt in Groningen.